# John Sadler (historien)
Pour les articles homonymes, voir Sadler.
John Sadler est un historien britannique spécialisé dans les conflits à la frontière anglo-écossaise au cours du Moyen Âge. Saddler est un contributeur régulier aux revues militaires et historiques et a publié un certain nombre de livres sur le sujet.